# Fahire Battalgil
Fahire Battalgazi (* 1902 in Istanbul, Türkei; † 1948 ebenda) war eine türkische Ichthyologin und Hochschullehrerin. Sie war die erste Zoologin der Türkei und von 1940 bis 1944 identifizierte sie 30 neue Fischarten.

## Leben und Werk
Battalgil wurde als Fahire Akim geboren und besuchte die französischen Schule Notre Dame de Sion in Damaskus in Syrien, das damals eine osmanische Provinz war. 1924 erhielt sie ihren Schulabschluss an der Bezmi Alem High School. Ihr Vater Ethem Akif Battalgazib wurde zum Präsidenten der Universität Damaskus befördert, die auf Befehl von Sultan Abdulhamit 1903 gegründet worden war. Ihr Vater stellte für die Ausbildung Nachhilfelehrer ein, damit Battalgil und ihre älteste Schwester Bedia fließend Französisch und Arabisch sprechen lernten und die französische und arabische Kultur kennenlernten.
Battalgil begann ihre Hochschulausbildung an der İstanbul Darülfünun, der späteren Universität Istanbul, wo sie 1926 ihren Abschluss erhielt. Sie unterrichtete dann als Biologielehrerin an einer Schule, der heutigen Binali-Yıldırım-Universität Erzincan in dem Dorf Tercan und wurde Schulleiterin. 1927 wurde sie zur Assistentin am Zoologischen Institut an der İstanbul Darülfünun ernannt und übernahm 1931 die Laborleitung des Zoologischen Instituts. 
Im Studienjahr 1931/32 forschte sie am Institut für Zoologie und vergleichende Anatomie an der Universität von Paris. 1932 kehrte sie auf ihren Posten an der Universität Darülfünun zurück. Die Professoren Andree Naville (1895–1937) und Curt Kosswig waren dort derzeit die renommiertesten Biologen, deren Vorlesungen unter anderen von Battalgil ins Türkische übersetzt wurden. Sie führte diese Aufgabe fort, bis Naville 1937 an Typhus starb, und hielt dann Navilles Vorlesungen. 1933 wurde Battalgil zur außerordentlichen Professorin für Zoologie an der Universität ernannt und war damit eine der ersten Frauen, die als Professorin an eine türkische Universität berufen wurden.
Während ihrer Tätigkeit als Übersetzerin begann sie ihre Doktorarbeit bei Naville und schloss 1939 ihre Dissertation bei Kosswig ab. Mit ihrer Dissertation Chromosome Number of Decapod Crustacea promovierte sie in Zoologie als erste Frau in der Türkei. 1938 bestand sie die Professorenprüfung und 1944 wurde sie zur Professorin ernannt.
Battalgazi führte bis zu ihrem Tod 1948 Forschungen zu Süßwasserfischen durch. Sie nahm an zahlreichen Feldstudien im In- und Ausland teil, und ihre Forschungen zu Süßwasserfischen wurden von 1940 bis 1943 im Magazin der Fakultät für Naturwissenschaften der Universität Istanbul veröffentlicht. Sie veröffentlichte 1933 auch ein Buch mit dem Titel Zoology Laboratory Lessons.
Battalgil entdeckte eine Reihe neuer Fischarten, wie Alburnus adanensis, Barbus oligolepis, Pseudophoxinus caralis und Squalius cephaloides. Ihr zur Ehre wurden folgende Arten benannt: Cobitis fahireae, Phoxinellus fahirae, Gobio battalgilae, Chondrostoma fahirae, Alburnus battalgilae und Pseudophoxinus battalgilae.
Battalgazi war mit einem Gynäkologen aus Istanbul verheiratet, ließ sich aber von ihrem Mann scheiden, obwohl derzeit eine Scheidung nicht üblich war. 
Sie starb 1948 während einer Gehirnoperation.
Kosswig veröffentlichte 1948 nach dem Tod von Battalgazi einen Artikel zu ihrer Forschung im Istanbul University Science Faculty Magazine, Reihe B, Band 8, S. 173–174.

## Veröffentlichungen (Auswahl)
- Türkiye’de yeni ve az tanınmış balıklar. İstanbul Üniversitesi Fen Fakültesi Mec., Ser. B (9), 1944, S. 299–305.
- Yeni bir Cyprinid nev'i. Eine neue Cyprinidenart, Revue de la Faculté des Sciences de l'Université d'Instanbul, Série B: Sciences Naturelles, 5 (1–2):, 1940, S. 74–77 (1–4).
- Türkiye'nin tatlı su balıkları. Les poissons des eaux douces de la Turquie, Revue de la Faculté des Sciences de l'Université d'Instanbul, Série B: Sciences Naturelles, 6 (1–2):, 1941, S. 170–186.[7]